# Halssila
Halssila est un quartier de Jyväskylä en Finlande.

## Lieux et monuments

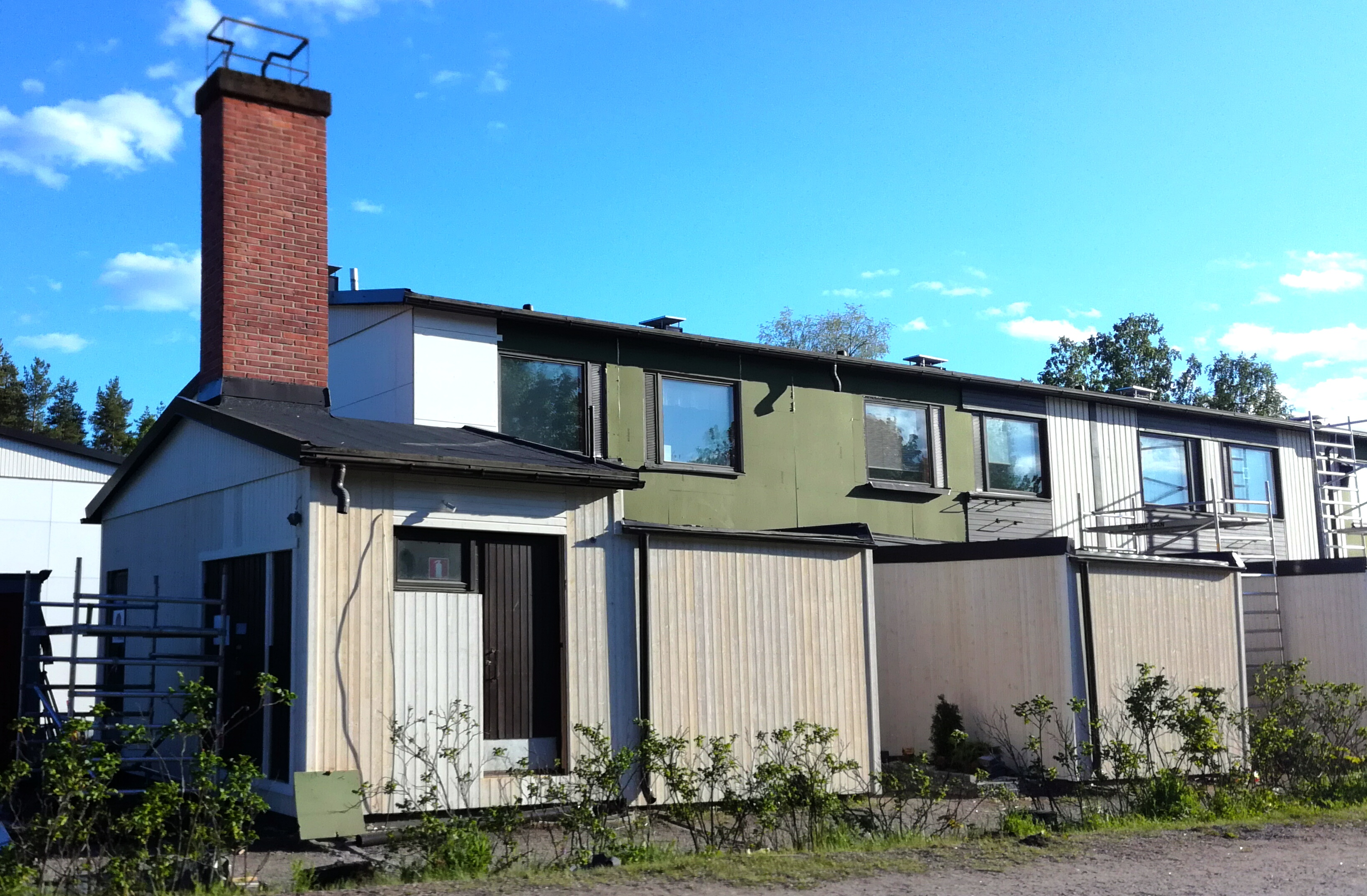
Maisons alignées.
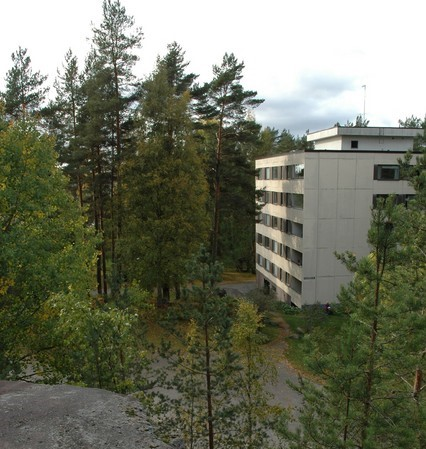
Immeubles d'Aittorinne.

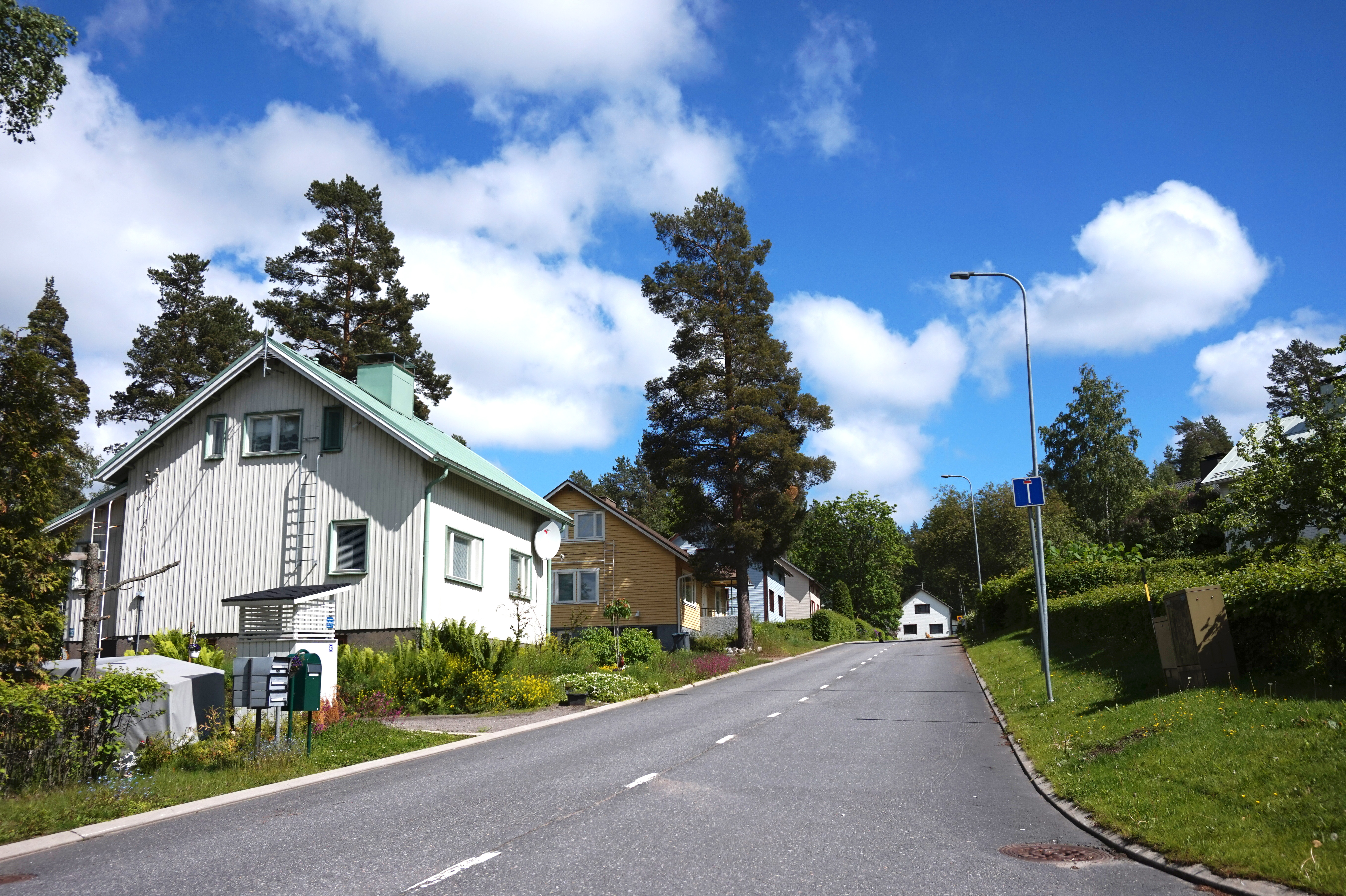
Maisons de Tuohimutka.
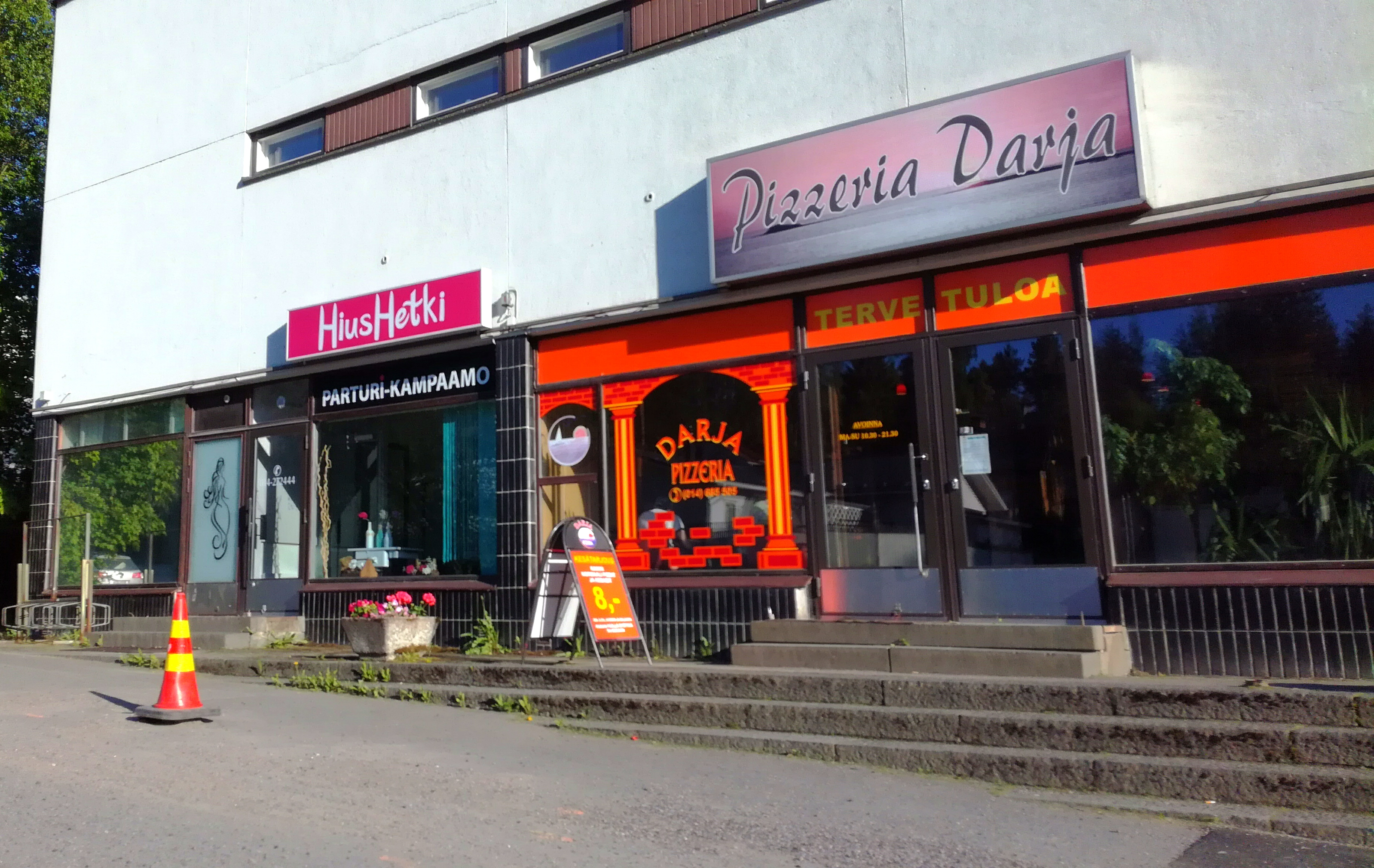
Centre d'Halssila.
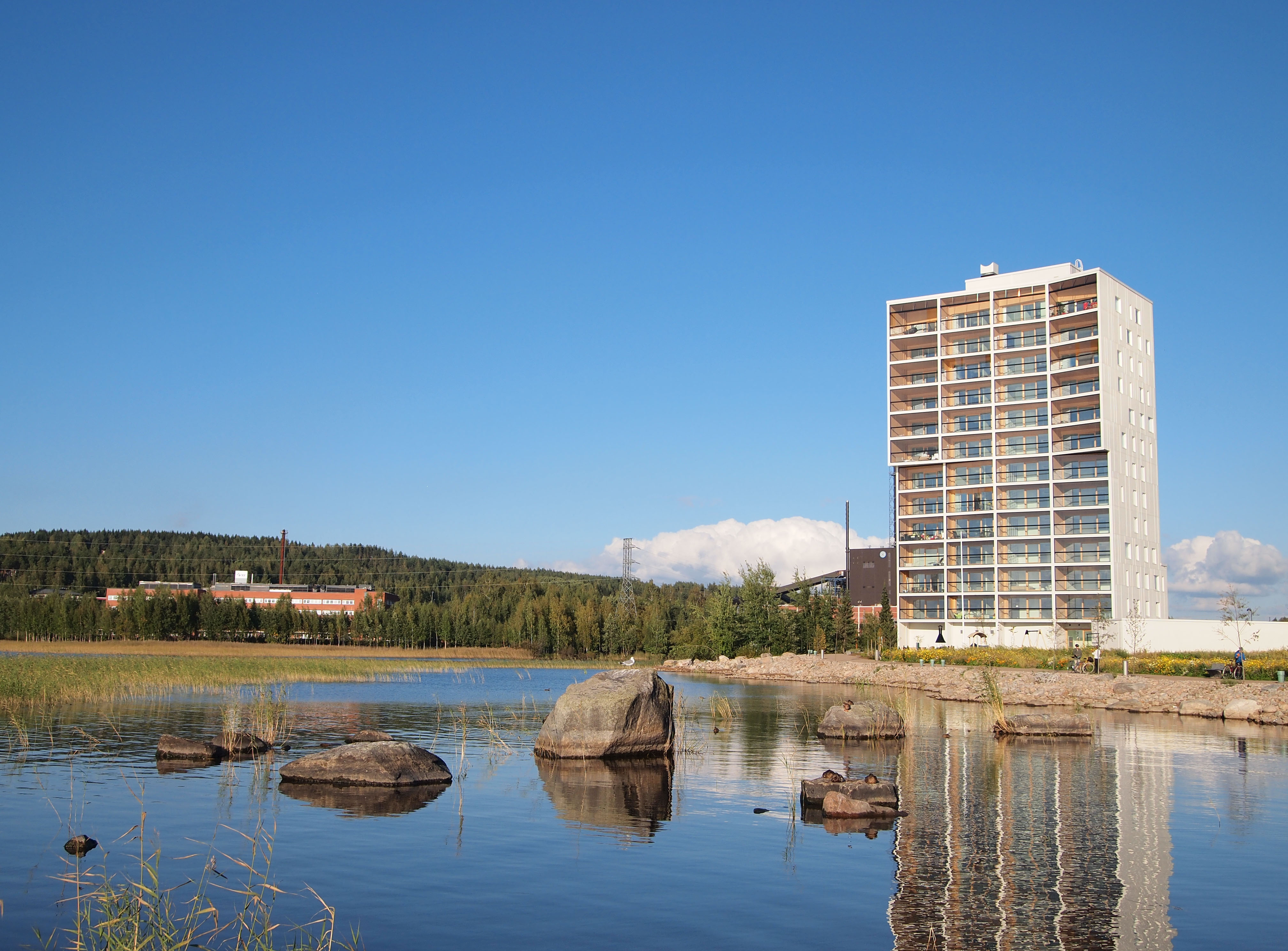
Maailmanpylväs